# 1840 год в литературе

## События
- Василий Жуковский впервые публикует «Сказку о попе и о работнике его Балде» Александра Пушкина, написанную в 1830 году.

## Произведения
- «Наполеон. Жизнеописание» — книга Александра Дюма-отца.

### Романы
- «Герой нашего времени» — роман Михаила Лермонтова (первая публикация полного текста романа).
- «Битва русских с кабардинцами, или Прекрасная магометанка, умирающая на гробе своего супруга» — роман Николая Зряхова
- «Учитель фехтования» — роман Александра Дюма-отца.

### Повести
- «Большой свет» — повесть Владимира Соллогуба.
- Эдгар Аллан По начинает выпускать в журнале «Burton’s Gentleman’s Magazine» повесть «Дневник Джулиуса Родмена». Вышло 6 частей, повесть осталась не окончена.

### Малая проза
- «Коломба» — новелла Проспера Мериме.
- «Человек толпы» — рассказ Эдгара Аллана По.

### Поэзия
- «Воздушный корабль» — баллада Михаила Лермонтова.
- «Сорделло» (англ.) — поэма Роберта Браунинга.

### Литературоведение
- «Герой нашего времени». Сочинение М. Лермонтова — статья Виссариона Белинского.

## Родились
- 27 января — Хуан Крисостомо Сентурион, парагвайский писатель (умер в 1909).
- 21 февраля — Алеш Бальцарек, чешский поэт (умер в 1862).
- 23 февраля — Всеволод Крестовский, русский писатель, автор книги Петербургские трущобы, в основу которой лёг сериал Петербургские тайны.
- 2 апреля — Эмиль Золя, французский писатель (умер в 1902).
- 13 мая — Альфонс Доде, французский писатель (умер в 1897).
- 2 июня — Томас Харди, английский писатель и поэт (умер в 1928).
- 10 июля — Аугусто Франкетти, итальянский историк, литературовед, переводчик и юрист (ум. 1905).
- 2 сентября — Эмилия-Фрэнсис Дильк, английская писательница (ум. 1904).
- 14 октября — Дмитрий Иванович Писарев, русский публицист и литературный критик (умер в 1868).
- 17 ноября — Арвед Барин, французская писательница (умерла в 1908).
- 6 декабря — Арнольд Отт, швейцарский поэт, драматург, литературный критик (умер в 1910).
- Ольга Накко, русская писательница (умерла в 1919).

## Умерли
- 11 февраля — Иван Козлов, русский поэт и переводчик (родился в 1779).
- 30 августа — Людвикас Реза, литовский поэт, критик, филолог, переводчик (родился в 1776).